# ASC Red Storm
ASC Red Storm — суперкомпьютер с массово-параллельной архитектурой и разделённой памятью (DM-MIMD), созданный в 2005 году по программе Accelerated Strategic Computing Initiative — программе Правительства США по развитию суперкомпьютерных технологий, призванных следить за состоянием ядерного арсенала США после объявления в октябре 1992 года моратория на проведение ядерных испытаний. Суперкомпьютер был создан компанией Cray и установлен в Сандийской Национальной лаборатории. На основе разработок для ASC Red Storm компания Cray выпустила коммерческую суперкомпьютерную платформу под названием Cray XT3. Списан в 2012 году.

## История создания
Первый суперкомпьютер Сандийских Национальных лабораторий по программе ASCI — ASCI Red — был настолько успешным, что, когда пришло время подумать о его замене на более новый, было решено заказать новый суперкомпьютер с такой же архитектурой. В июне 2002 года контракт на постройку нового суперкомпьютера был отдан компании Cray, так как компания Intel, создавшая суперкомпьютер ASCI Red к тому времени уже вышла из этой бизнес-ниши. Перед компанией Cray была поставлена задача построить машину с вычислительной мощностью до 41.5 Терафлопс. Так же одним из условий было использование коммерчески доступных процессоров.
Компания Cray выбрала для суперкомпьютера процессоры Opteron компании AMD, так как набор инструкций этих процессоров совпадал с набором инструкций x86 процессоров Intel, использовавшихся в ASCI Red, и следовательно не требовалось переписывать программное обеспечение, операционную систему, компиляторы и библиотеки под новый процессор. Помимо этого Opteron имел 64-битное расширение архитектуры x86 и значит позволял приложениям использовать 64-битную адресацию; также особенности конструкции процессора позволяли ему быстро работать с памятью и сильно экономить на потреблении электроэнергии.
Для будущего суперкомпьютера было построено отдельное здание The Super Computer Annex, а для охлаждающего оборудования — пристройку The Computer Utility Building. Запуск компьютера состоялся в ноябре 2004 года, через 30 месяцев после подписания контракта.
С разрешения Сандийских лабораторий компания Cray конвертировала разработки для Red Storm в коммерческий продукт и представила его в 2004 году под названием Cray XT3, успешно продав потом 15 экземпляров этой платформы различным правительственным ведомствам США, а также другим организациям в Канаде, Великобритании, Швейцарии и Японии. Платформа Cray XT3 в дальнейшем была развита в нескольких поколениях, последними из которых являются ветки Cray XE6 и Cray XK7.

## Технические характеристики
ASC Red Storm представлял собой суперкомпьютер с массово-параллельной архитектурой и разделенной памятью (DM-MIMD). В первом варианте установки Red Storm состоял из 10 880 процессоров Opteron с тактовой частотой 2 ГГц, из которых только 10 368 были отведены под научные вычисления. В каждой вычислительной стойке помимо отсека питания и охлаждения размещалось 3 отсека с платами, в каждом отсеке — 8 плат, на каждой плате — 4 процессора, в целом по 96 процессоров на каждую вычислительную стойку. Остальные 512 процессоров использовались для обслуживания суперкомпьютера, а также для предоставления пользовательского интерфейса.
Каждый узел суперкомпьютера подсоединен к двум независимым сетям: по одной передаются данные секретных исследований, по другой — несекретные. Каждый узел был оборудован специальным переключателем «Red/Black», переключающим узел между секретным («red») и несекретным («black») сегментом сети. Все узлы суперкомпьюера могут быть переведены из секретного в несекретный сегмент и обратно с соотношением 1/4, 1/2 и 3/4. Такое гибкое переключение было значительным улучшениме по сравнению с суперкомпьютером ASCI Red, который поддерживал Red/Black переключение только в соотношении 1/4 и 3/4.
- процессоры: AMD Opteron
- количество процессоров: 10 368 вычислительных + 512 обслуживающих
- количество узлов: 10 368
- количество стоек: 108 — вычислительных; 16 — сервисных и ввода-вывода; 16 — с переключателями «Red/Black»
- пиковая производительность: 43,5 терафлопс
- производительность на тексте LINPACK: 36,2 терафлопс
- общий объём памяти: 31,2 терабайта
- сетевое соединение: Cray SeaStar, 3-мерная сетка
- операционная система: операционная среда Unicos, состоящая из SuSE Linux Enterprise Server[7] — на сервисных узлах, и легкого ядра Catamount — на вычислительных. Catamount — дальнейшее развитие легкого ядра Cougar, использовавшегося на суперкомпьютере ASCI Red
- потребляемая мощность: 2 МВт
- примерная стоимость: 90 миллионов долларов США

ASC Red Storm создавался с запасом масштабируемости и обновлялся два раза. Первый раз — в 2006 году процессоры суперкомпьютера были заменены на двух-ядерные AMD Opteron 2,4 ГГц. Был также добавлен ещё один — пятый — ряд стоек и следовательно общее число ядер системы увеличилось до 26 000, общее число стоек до 175 (135 — вычислительных, 20 сервисных и 20 — переключателей «Red/Black»). Как результат пиковая производительность суперкомпьютера возросла до 124,4 терафлопс, а на тесте LINPACK — до 101,4 терафлопс.
Второе обновление системы было произведено в 2008 году, когда компания Cray представила на рынке платформу Cray XT4: в суперкомпьютере были установлены четырёх-ядерные процессоры AMD Opteron, а для каждого ядра память была увеличена до 2 ГБ. В результате теоретическая вычислительная мощность ASC Red Storm возросла до 284 терафлопс.
Место суперкомпьютера ASC Red Storm в списке Top500 после каждого апгрейда:
- ноябрь 2005: 6 место (36,19 TFLOPS)[9]
- ноябрь 2006: 2 место (101,4 TFLOPS)[10]
- ноябрь 2008: 10 место (204,2 TFLOPS)[11]

ASC Red Storm был списан в 2012 году.